# Wijnand van Klaveren
Wijnand Just Diederik van Klaveren (Apeldoorn, 20 oktober 1975) is een Nederlands pianist, organist, componist en arrangeur.

## Opleiding
Wijnand van Klaveren groeide op in Apeldoorn. Hij studeerde piano aan het Conservatorium van Amsterdam bij Willem Brons, welke opleiding hij met een onderscheiding voor originaliteit afsloot. Ook studeerde hij orgel bij Pieter van Dijk.

## Prijzen en onderscheidingen
In 1999 won Wijnand het Bilderberg Improvisatie Concours rond zijn jeugdidool Louis van Dijk.
In 2000 won hij een prijs op het Nationaal Orgel Improvisatie Concours. Met saxofonist Ties Mellema won hij de 2e prijs op het Wolfgang Jacobi Wettbewerb für Kammermusik der Moderne (2002) en de Vriendenkrans van het Concertgebouw (2004).

## Werk
Hij componeerde en schreef bewerkingen voor Arno Bornkamp, Ivo Janssen en het Utrecht String Quartet, het Amstel Saxofoonkwartet en het Aurelia Saxofoon Kwartet, Louis van Dijk en Jasperina de Jong, Camerata Amsterdam, Amsterdam Sinfonietta, de Holland Wind Players, The New Trombone Collective, Karin Bloemen, Thomas Oliemans, Christianne Stotijn en Thomas Hampson. Zijn composities en bewerkingen zijn op cd vastgelegd door o.a. Arno Bornkamp en Ties Mellema en zijn Trois Pièces de Fantaisie sur un thème de Berlioz voor altsaxofoon en piano zijn uitgegeven bij uitgeverij Henry Lemoine te Parijs.